# Graphe paranomon
La graphḗ paranómōn (in greco antico: γραφή παρανόμων?, "scrittura delle cose illecite") era un istituto giuridico la cui entrata in vigore ad Atene comportò una grave limitazione all'isegoria, la libertà di espressione in assemblea.
Secondo questo istituto, il cittadino che avesse proposto in assemblea qualcosa in contrasto con il diritto tradizionale poteva subire pene assai gravi, compreso l'esilio decennale. Questo comportò una grave limitazione alla libertà di espressione in assemblea. A differenza dell'ostracismo, la graphē paranómōn aveva come presupposto un comportamento considerato come una colpa, mentre l'ostracismo aveva un eminente connotazione di giudizio e scrutinio politico, indipendente da una condotta colpevole (tale connotazione politica del giudizio di ostracismo emerge chiaramente dal fatto che la condanna non richiedeva e non comportava un'accusa penale).
L'istituto della graphē paranómōn si prestava a evidenti abusi e, soprattutto, a un effetto dissuasivo della libertà di espressione e il suo diffondersi coincise con la decadenza della democrazia greca.

## Esempi
Nel discorso di Demostene contro Timocrate  Demostene sostiene che la richiesta Timocrate era illegale per diverse ragioni: In primo luogo, contraddice la già esistente legge  In secondo luogo, non era conforme alle decisioni dei magistrati Phylenheroe  In terzo luogo, non permettere al Consiglio di discutere la legge prima di presentare all'Assemblea  . Infine, non ha seguito la procedura statutaria che prevede di proporre una nuova legge in una riunione dell'Assemblea di non intervenire alla prossima riunione e di votare durante la terza sessione sul fatto che il Nomotheten doveva essere convocato; Timocrate al proposta di legge ad una riunione dell'Assemblea e hanno chiesto il rinvio al Nomotheten il giorno successivo.
Demostene stesso una volta è stato accusato di aver proposto illegittimamente la correzione di una legge sulla manutenzione di navi da guerra.